# Polskie Stronnictwo Ludowe – Zjednoczenie Niezawisłych Ludowców
Polskie Stronnictwo Ludowe – Zjednoczenie Niezawisłych Ludowców – polska partia polityczna powołana w 1912 w wyniku rozłamu w galicyjskim Polskim Stronnictwie Ludowym. Utworzyli ją działacze tzw. frondy lwowskiej, czyli liberalnej inteligencji w PSL, którzy nie godzili się na kompromisową politykę wobec austriackiego rządu oraz galicyjskich konserwatystów, prowadzoną przez prezesa PSL Jana Stapińskiego. Prezesem PSL-ZNL był Bolesław Wysłouch, a sekretarzem Jan Dąbski. Organem prasowym ugrupowania była „Gazeta Lwowska”. W 1914 partia weszła w skład Polskiego Stronnictwa Ludowego „Piast”.